# Det friherrelige Selbyske Forlods
Det friherrelige Selbyske Forlods var et dansk baroni, stiftet af Charles Borre baron Selby i 1843. "Forlods" i navnet er en hentydning til at en ikke ubetydelig del af den i baroniet bundne formue bestod af rede penge snarere end jord – altså penge, der var reserveret til køb af jord, således at baroniet kunne opnå minimumsstørrelsen på 1000 tdr. hartkorn.